# 夏钦林
夏钦林（1928年12月—），男，汉族，陕西武功人，中华人民共和国政治人物，曾任北京燕山石化公司经理兼总经济师，北京市人大常委会副主任。